# Franco Zeffirelli

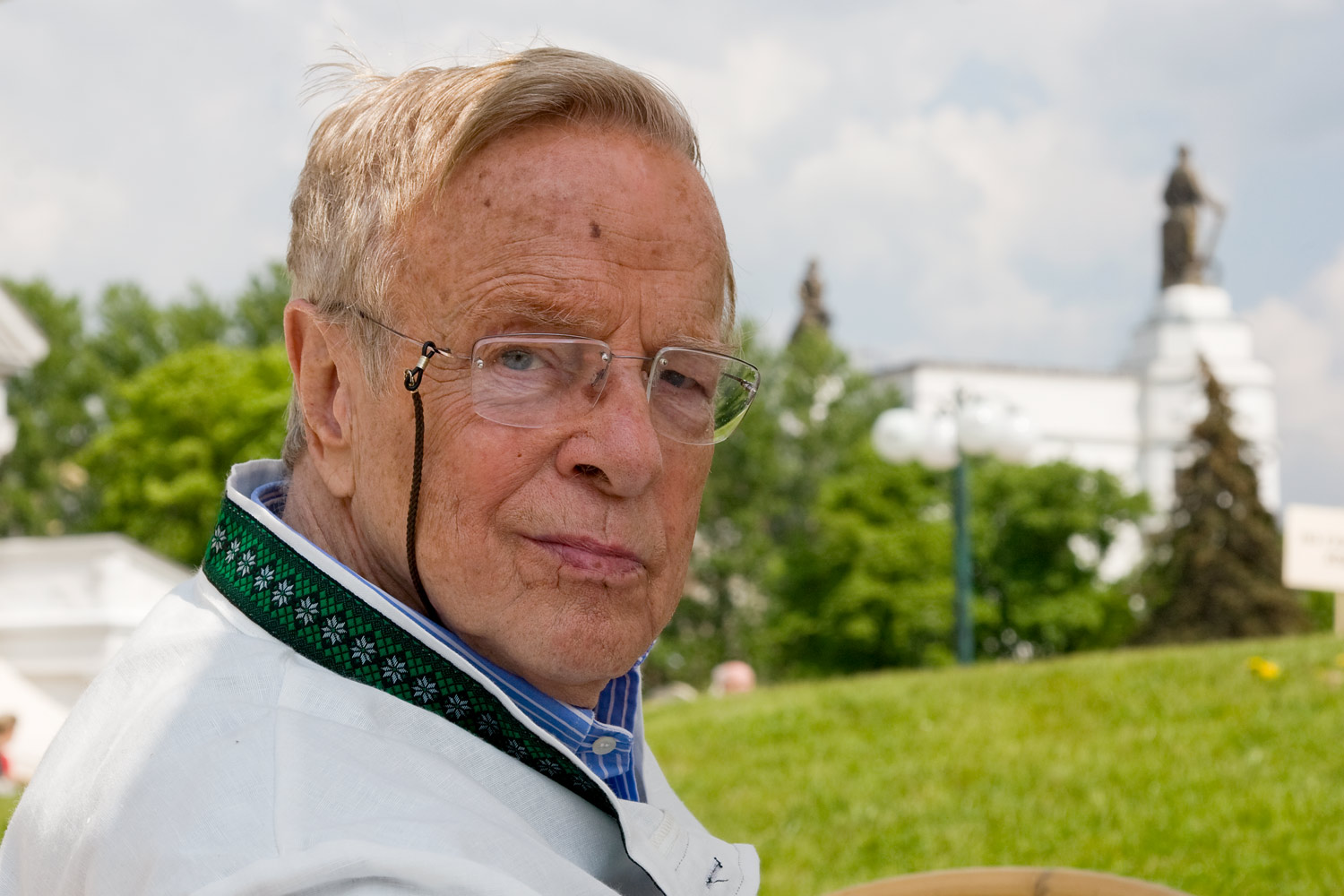
Franco Zeffirelli (2008)

Franco Zeffirelli [ˈfraŋko dzeffiˈrɛlli] (bürgerlicher Name: Gianfranco Corsi; * 12. Februar 1923 in Florenz; † 15. Juni 2019 in Rom) war ein italienischer Regisseur für Film, Theater und Oper. Er wurde international unter anderem durch aufwendige Operninszenierungen sowie seine preisgekrönten Shakespeare-Verfilmungen bekannt.

## Leben
Franco Zeffirelli wurde 1923 als nichteheliches Kind einer mit einem Anwalt verheirateten Kostümbildnerin geboren, sein  Vater blieb zunächst unbekannt. Zeffirellis Mutter starb, als er sechs Jahre alt war, zehn Jahre später erkannte ein Stoffhändler die Vaterschaft an. Wie im April 2016 berichtet wurde, soll Zeffirelli weitläufig mit Leonardo da Vinci verwandt gewesen sein. Er wuchs im englischsprachigen Umfeld der Scorpioni auf. Zeffirelli besuchte die Accademia di Belle Arti und studierte in den Kriegsjahren Kunst und Architektur an der Universität Florenz. 1946 kam er zu der Theatertruppe von Luchino Visconti, Paolo Stoppa und Rina Morelli. Visconti übte großen Einfluss auf seinen Assistenten Zeffirelli aus und hatte auch privat eine Liebesbeziehung mit ihm. Zeffirelli arbeitete später mit weiteren Regiegrößen wie Vittorio De Sica und Roberto Rossellini, ehe er sich selbst einen Namen machen konnte.
Ab den 1950er-Jahren galt Zeffirelli als bedeutender Bühnenregisseur für Opern, bei denen er ebenfalls für Kostüme und Bühnenbild verantwortlich war. Er war unter anderem an der Mailänder Scala, der Wiener Staatsoper, der Metropolitan Opera, der Arena di Verona und der Comédie-Française tätig. Eine gute Freundin von ihm war die Opernsängerin Maria Callas, mit der er mehrfach zusammenarbeitete. Auch mit der Kostümbildnerin Anna Anni, mit der er erstmals 1956 für Turandot zusammenarbeitete, verband ihn eine lebenslange Freundschaft. Viele seiner Entwürfe für Opernproduktionen sind weltweit bekannt geworden und werden bis heute gespielt. Seine aufwendigen, eher klassisch gestalteten Produktionen wurden Publikumserfolge, wenngleich sie bei Kritikern nicht unumstritten sind.
Einige seiner Opern wurden auch für Kino und Fernsehen abgefilmt: Zusammen mit Gianni Quaranta wurde er 1984 mit dem British Academy Film Award in der Kategorie Bestes Szenenbild für seine Arbeit an der Opernverfilmung La Traviata ausgezeichnet.

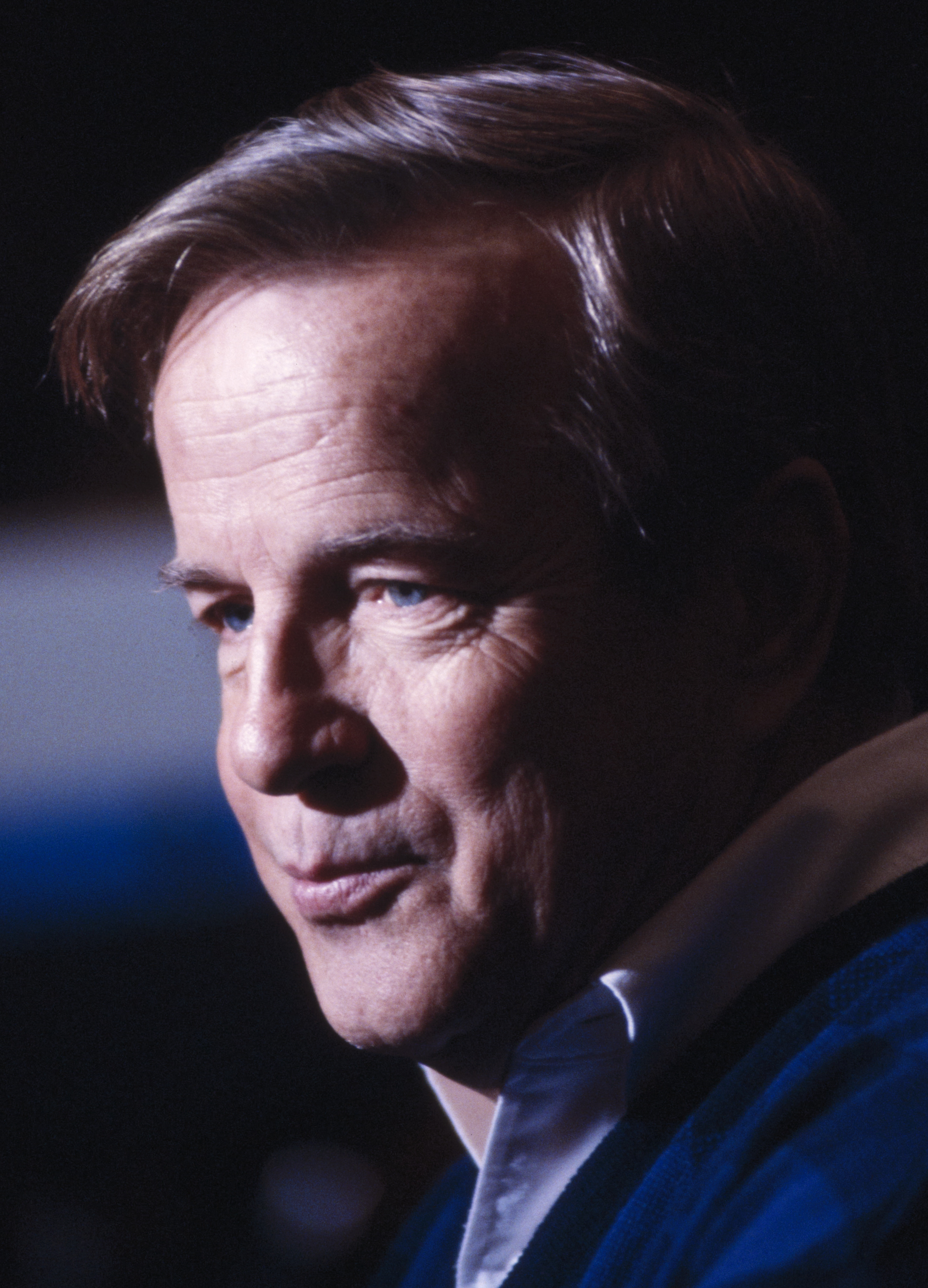
Franco Zeffirelli (1972)

Seinen ersten Kinofilm drehte Zeffirelli 1958. Als Filmregisseur wurde er gegen Ende der 1960er-Jahre durch zwei Shakespeare-Verfilmungen bekannt: 1967 inszenierte er Der Widerspenstigen Zähmung mit Elizabeth Taylor und Richard Burton in den Hauptrollen, ein Jahr später Romeo und Julia mit Leonard Whiting und Olivia Hussey. Sie wird nicht selten als gelungenste Verfilmung von Romeo und Julia betrachtet, für die er eine Oscar-Nominierung in der Kategorie beste Regie sowie den David di Donatello und Nastro d’Argento als bester Regisseur erhielt. Große Aufmerksamkeit erweckte Zeffirelli darüber hinaus mit seiner starbesetzten Bibelverfilmung Jesus von Nazareth aus dem Jahr 1977. Sein Ausflug nach Hollywood mit den Filmen Der Champ (1979) und Endlose Liebe (1981) wurde hingegen von der Kritik weitgehend negativ aufgenommen. 1990 verfilmte er Hamlet mit Mel Gibson in der Hauptrolle. Die letzten Langfilme unter Zeffirellis Regie, Tee mit Mussolini (1999) und Callas Forever (2002), waren autobiografisch geprägt.
Zeffirelli engagierte sich auch politisch. Er saß zwei Legislaturperioden lang, von 1994 bis 2001, für Silvio Berlusconis Mitte-rechts-Partei Forza Italia im Senat. Trotz gesundheitlicher Beeinträchtigungen war er noch im hohen Alter bis in sein Todesjahr künstlerisch tätig. Im Sommer 2019 arbeitete er an Inszenierungen in Verona sowie am Royal Opera House in Oman.

## Privates, Kontroversen und Sonstiges

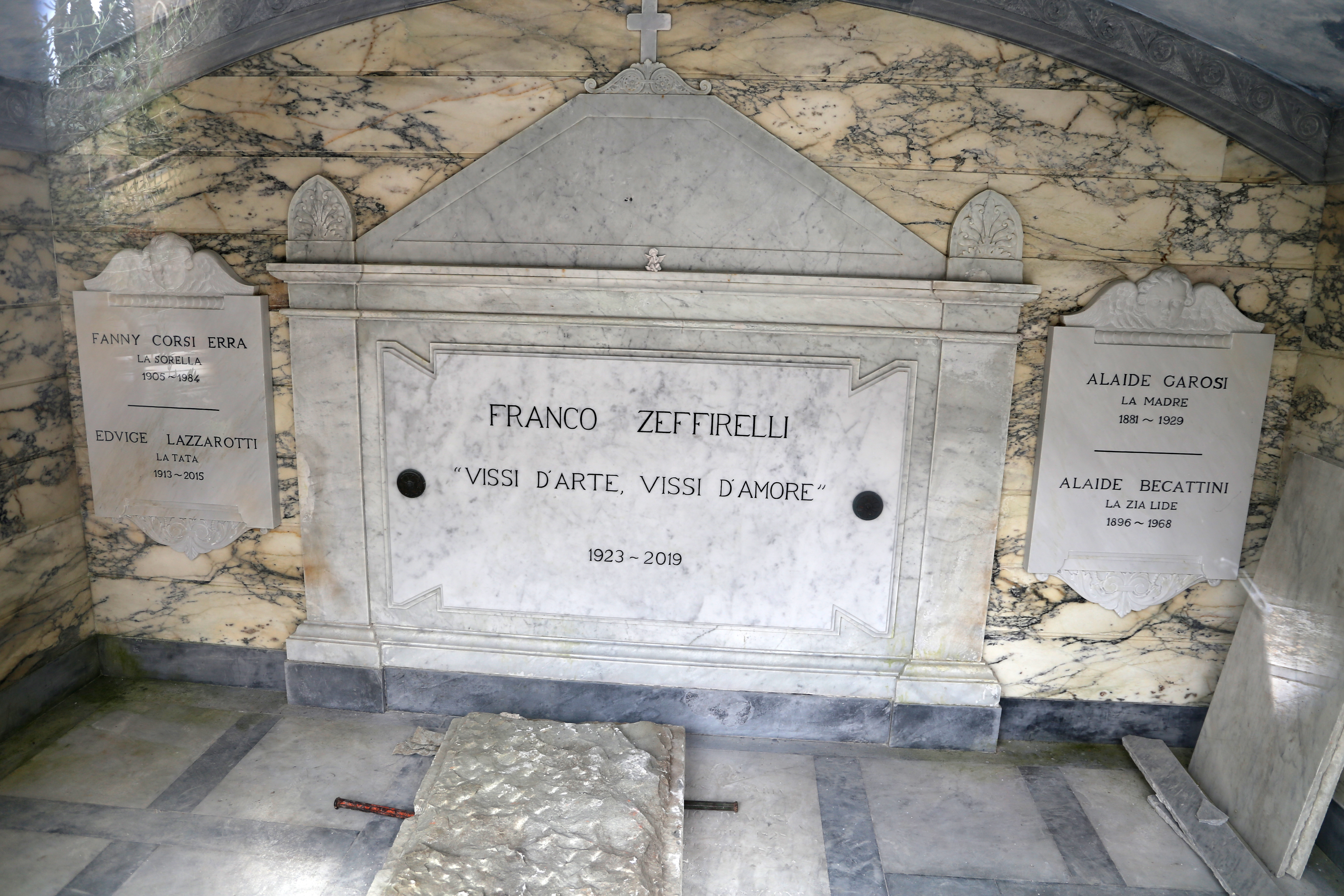
Zeffirellis Grabmal auf dem Cimitero delle Porte Sante in Florenz

Zeffirelli war homosexuell und wurde zuletzt von zwei Adoptivsöhnen gepflegt, die er im Erwachsenenalter adoptiert hatte. Er war ein konservativer Katholik, der die Aussagen der katholischen Kirche zu Homosexualität und Abtreibung unterstützte.
Im Januar 2018 erklärte der Schauspieler Johnathon Schaech im Zuge der MeToo-Debatte, Zeffirelli habe ihm während der Dreharbeiten zum Film Zeffirellis Spatz (1993) nachgestellt und ihn sexuell belästigt. Auch der Schauspieler und Filmemacher Bruce Robinson berichtete von ähnlichen Annäherungsversuchen am Filmset von Romeo und Julia (1968), Zeffirellis Verhalten habe ihn zur Figur des übergriffigen Onkel Monty in seinem Film Withnail & I inspiriert.
Zeffirelli erhielt 1977 den Verdienstorden der Italienischen Republik, 2003 die Medaglia d’oro ai benemeriti della cultura e dell’arte und 2004 den britischen Verdienstorden Knight Commander of the Order of the British Empire (KBE).
Der ehemalige italienische Ministerpräsident Silvio Berlusconi kaufte nach Zeffirellis Tod die Villa Grande.

## Filmografie (Auswahl)
- 1957: Camping
- 1967: Der Widerspenstigen Zähmung (The Taming of the Shrew)
- 1968: Romeo und Julia (Giulietta e Romeo)
- 1972: Bruder Sonne, Schwester Mond (Fratello sole, sorella luna)
- 1977: Jesus von Nazareth (Gesù di Nazareth)
- 1979: Der Champ (The Champ)
- 1981: Endlose Liebe (Endless Love)
- 1982: La Bohème
- 1982: Der Bajazzo (I Pagliacci)
- 1982: Cavalleria rusticana
- 1983: La Traviata
- 1985: Tosca
- 1986: Otello
- 1988: Il giovane Toscanini
- 1989: 12 registi per 12 città
- 1990: Hamlet
- 1993: Zeffirellis Spatz (Storia di una Capinera)
- 1996: Jane Eyre
- 1999: Tee mit Mussolini (Tea With Mussolini)
- 2002: Callas Forever
- 2009: Hommage an Rom (Omaggio a Roma; Kurzfilm)

## Autobiographie
- Zeffirelli. Autobiographie von Franco Zeffirelli. Piper-Verlag, München 1986, ISBN 3-492-03130-7.